# Şehsuvar Sultan
Şehsuvar Sultan (turco ottomano: شھسوار سلطان, lett. "eroina intrepida"; Russia, circa 1682 – Costantinopoli, 27 aprile 1756), anche nota come Şehsuvar Kadın, fu una concubina del sultano ottomano Mustafa II e madre e Valide Sultan del sultano Osman III.

## Biografia
Şehsuvar nacque intorno al 1682, presumibilmente in Russia.
Portata nell'Impero Ottomano, a Edirne, entrò nell'harem e divenne una delle consorti del sultano ottomano Mustafa II, che la elevò al rango di Kadın e da cui ebbe un figlio e una figlia. Nel 1702, il sultano le regalo due bracciali in diamanti e rubini.
Nel 1703, Mustafa fu deposto e sostituito da suo fratello minore Ahmed III.
Şehsuvar fu confinata nel Palazzo Vecchio, mentre suo figlio Osman venne rinchiuso nel Kafes di Palazzo Topkapi. Entrambi sarebbero rimasti in isolamento, senza potersi vedere, per 51 anni, prima durante il regno di Ahmed III e poi durante quello di Mahmud I, fratelastro maggiore di Osman.
Il 30 settembre 1715, durante una celebrazione, scoppiò un incendio a Palazzo Vecchio e le stanze di Şehsuvar andarono a fuoco. La donna dovette quindi trasferirsi per un po' nel chiosco di Baghdad al Topkapı del Sultano Murad IV, nei cortili.
Nel 1754, alla morte di Mahmud I, Osman III divenne il nuovo sultano e lei la Valide Sultan. 
Per celebrare sua madre, che non vedeva da 50 anni, Osman organizzò la più sontuosa processione d'insediamento per la nuova Sultana della storia, durata ben sei giorni.
Osman III le costruì anche una moschea, la Nuruosmaniye.
Şehsuvar fu Valide Sultan per appena sedici mesi. Il suo breve mandato le impedì di acquisire grande potere politico o di impegnarsi in progetti architettonici, ma è nota per aver intercesso perché fosse risparmiata la vita al Gran Visir Hekimoğlu Ali Pasha.
Şehsuvar morì per cause naturali il 21 aprile 1756, e venne sepolta in una türbe nel cortile della Moschea di Nuruosmaniye, costruita in suo onore.
Suo figlio le sopravvisse un solo anno. 

## Discendenza
Da Mustafa II, Şehsuvar Sultan ebbe almeno un figlio e una figlia: 
- Osman III (Edirne, 2 gennaio 1699 - Costantinopoli, 30 ottobre 1757). 25º Sultano dell'Impero ottomano.
- Emetullah Sultan (Edirne, 1701 - Costantinopoli, 19 aprile 1727). Si sposò una volta ed ebbe una figlia.